# Buros
Buros è un comune francese di 1 869 abitanti situato nel dipartimento dei Pirenei Atlantici, nella regione della Nuova Aquitania.

## Società

### Evoluzione demografica
Abitanti censiti